# Brienzer Rothorn
 El Brienzer Rothorn es una montaña de los Alpes de Emmental, en Suiza. Con una elevación de 2,350 metros sobre el nivel del mar, el Brienzer Rothorn es la cumbre más alta de la cordillera. Al oeste se encuentra el Tannhorn, mientras que al este se encuentran el Arnihaaggen, el Höch Gumme y el puerto de Brünig (1.008 m). En su lado sur, domina el lago Brienz, mientras que hacia el norte mira hacia el valle de Waldemme.
Administrativamente, la cumbre es compartida por los municipios de Brienz, al suroeste, Schwanden bei Brienz, al sureste, Giswil al noreste y Flühli, al noroeste. Brienz y Schwanden bei Brienz están en el cantón de Berna, Giswil está en el cantón de Obwalden y Flühli en el cantón de Lucerna. El Brienzer Rothorn es el punto más alto en el cantón de Lucerna.
Se puede llegar a la cumbre desde Brienz en el Brienz Rothorn Bahn (tren de vapor), la estación de la cumbre se encuentra a 2.244 metros en el lado de Berna. También se puede llegar desde Sörenberg, en Flühli, en un teleférico. 

## Galería de imágenes

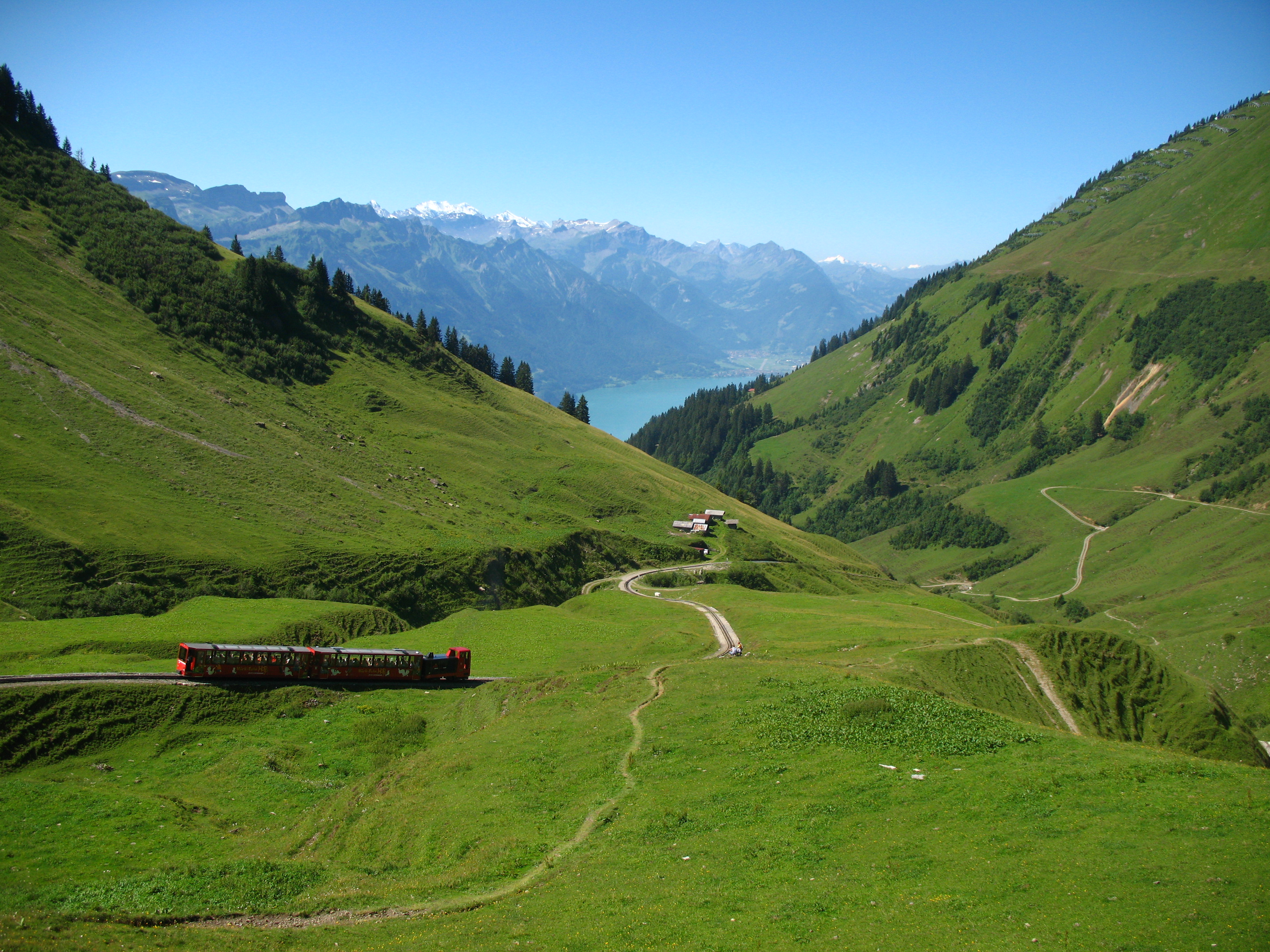
Tren de vapor ( Brienzer Rothorn Bahn ) en el Planalp cerca de Mittler Stafel
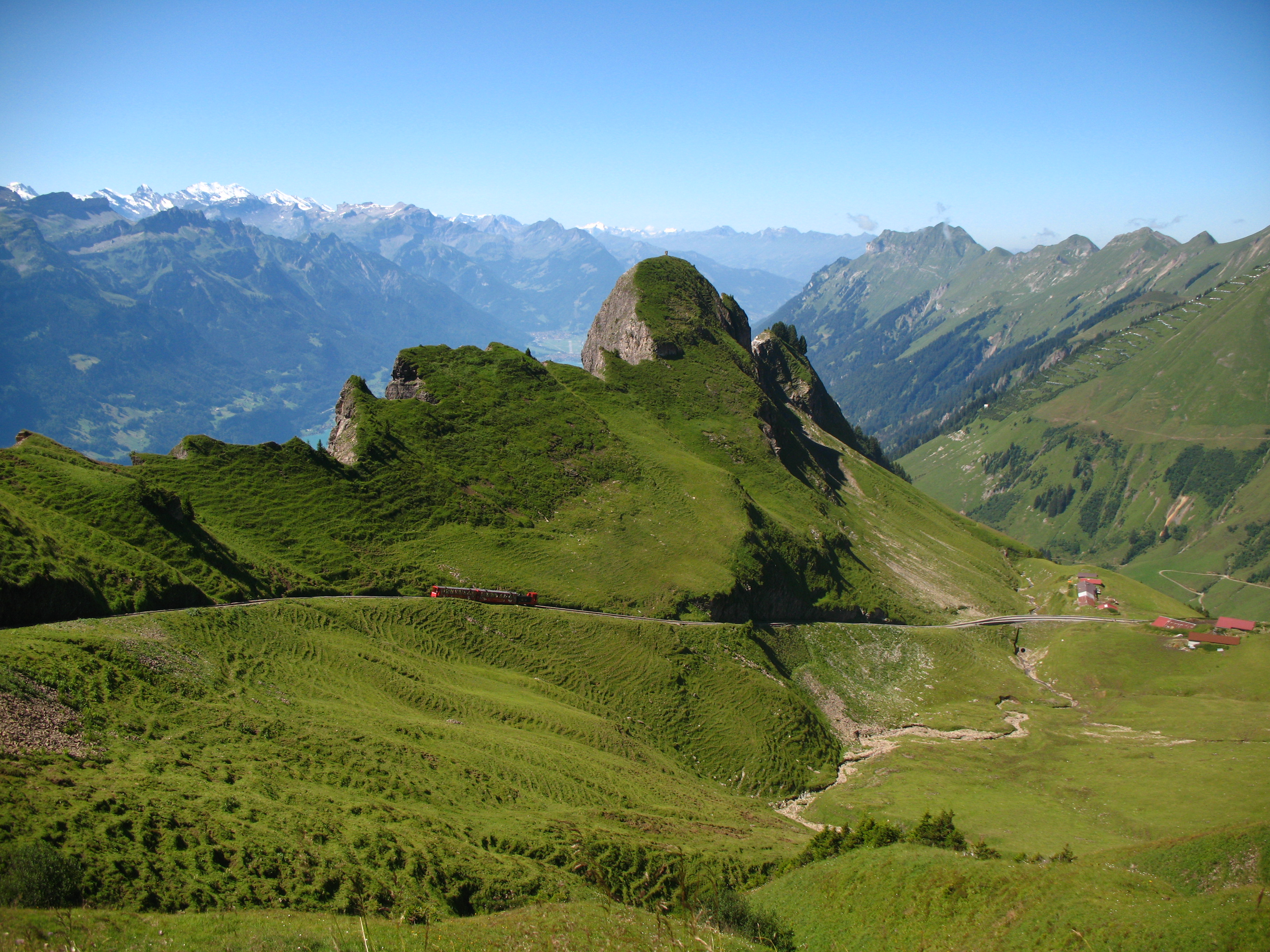
Acercándose a la cumbre cerca de Ober Stafel
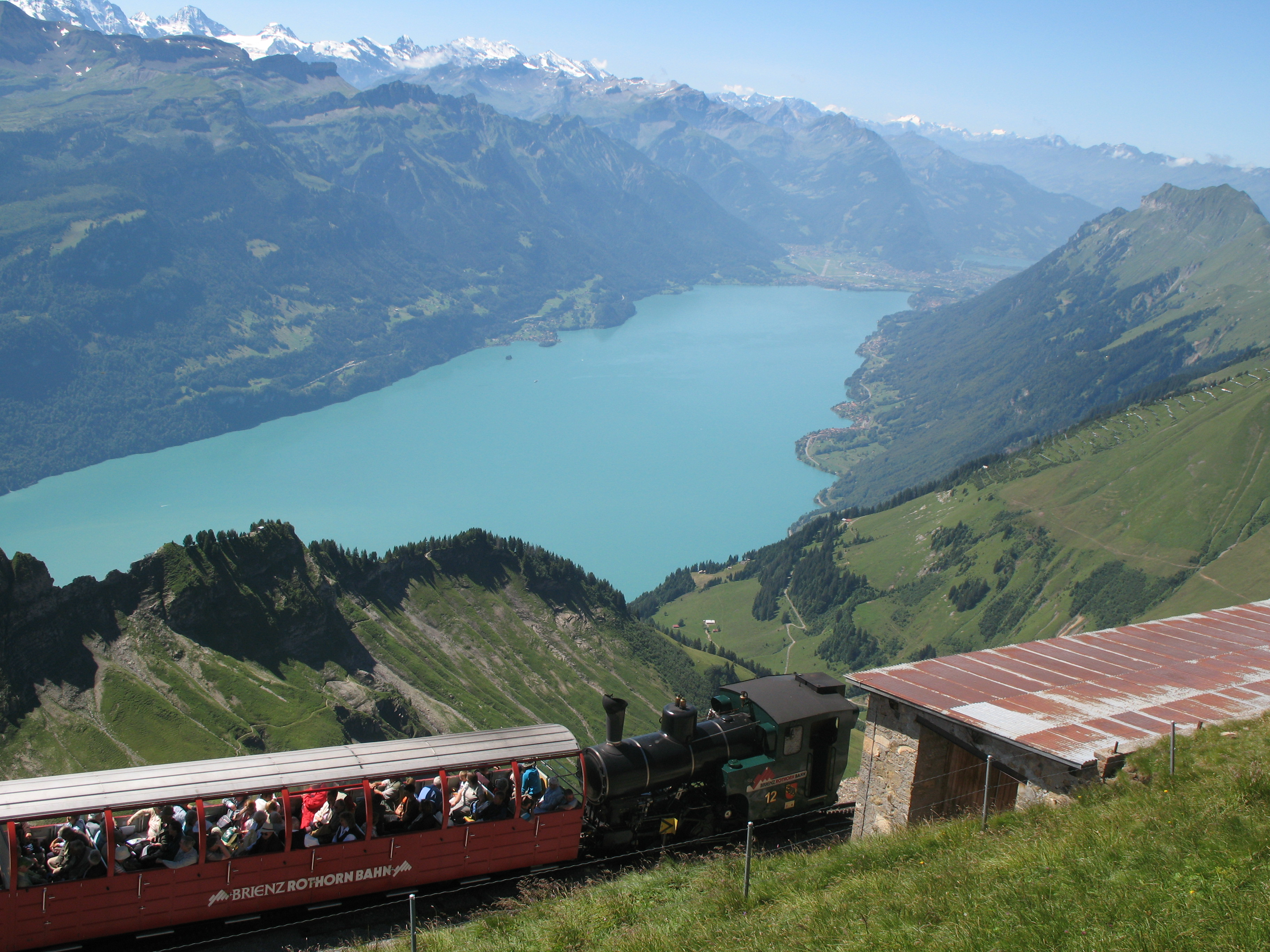
Vista del lago Brienz e Interlaken en el fondo.
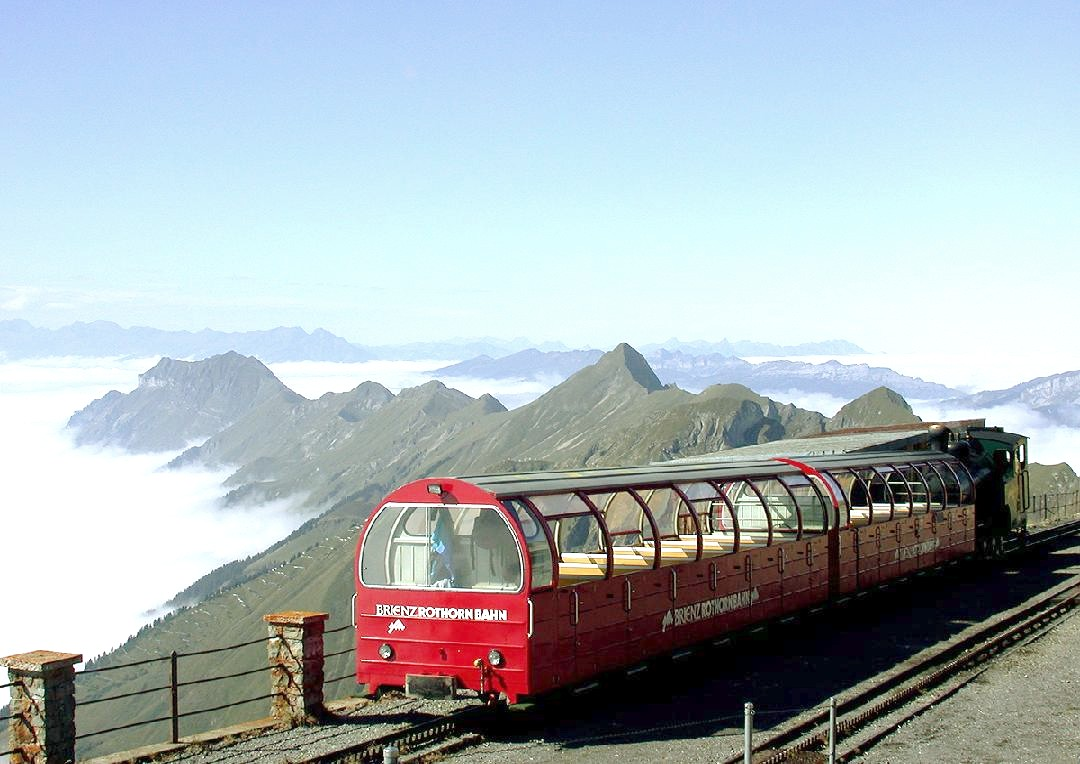
La estación de la cumbre sobre las nubes ("mar de niebla") durante un día en agosto
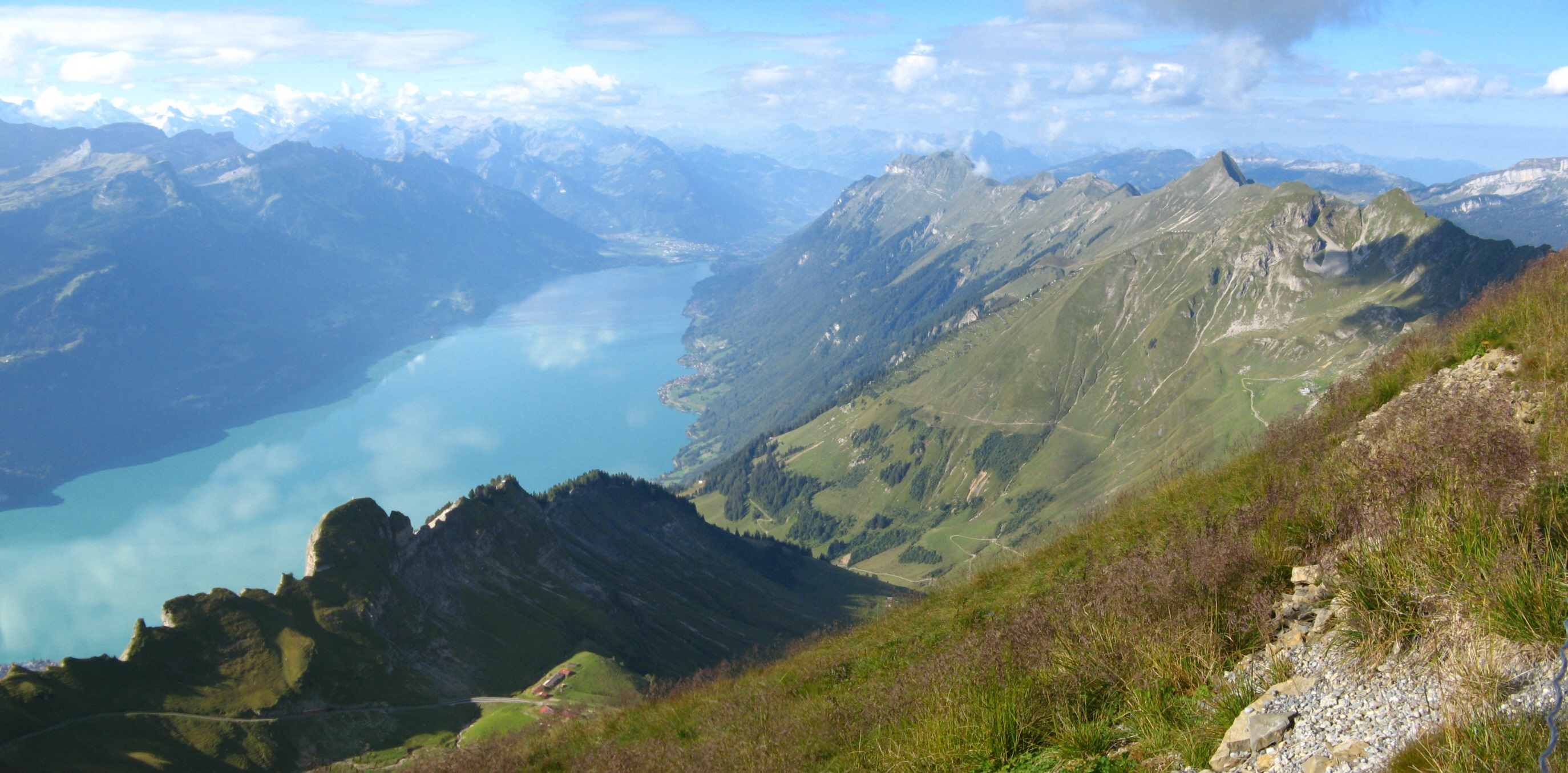
Lago de Brienz desde el Rothorn.